# 관머리모나원숭이
관머리모나원숭이(Cercopithecus pogonias)는 구세계원숭이의 일종이다. 관머리게논 또는 황금배게논, 황금배원숭이 등으로도 알려져 있다. 앙골라, 카메룬, 중앙아프리카공화국, 콩고공화국, 콩고민주공화국, 적도기니, 가봉 그리고 나이지리아에서 발견된다.